# 烏馬考
烏馬考 （英語），綽號東部之珠 （La Perla del Oriente）、La Ciudad Gris和Roye Huesos等，是美國屬土波多黎各的一個自治市，位於波多黎各島東部海岸。面積143.63平方公里。2000年人口62,244人，是該島第十一大城市。下分烏馬考市和10區。
1722年4月建立，1793年設市。